# Newsboy Brown
Pour les articles homonymes, voir Brown.
Newsboy Brown, de son vrai nom David Montrose, est un boxeur américain né en Russie le 17 août 1905 et mort le 1er février 1977.

## Carrière
Passé professionnel en 1921, il s'illustre en 1925 en faisant match nul face à Fidel LaBarba. S'ensuivent deux succès aux dépens de Frankie Genaro et Izzy Schwartz puis un second match nul contre LaBarba. En 1927, Brown affronte à nouveau Schwartz mais cette fois pour le titre de champion du monde NYSAC des poids mouches. Battu aux points en 15 rounds, sa carrière rebondit après sa victoire contre Johnny McCoy, et malgré une autre défaite face à Johnny Hill, il enchaîne plusieurs autres succès en poids coqs et en poids plumes contre notamment Midget Wolgast, Speedy Dado, Panama Al Brown, Baby Arizmendi et Chalky Wright.

## Distinction
- Newsboy Brown est membre de l'International Boxing Hall of Fame depuis 2012[1].